# Randy White
Randall Lee "Randy" White (Pittsburgh, 15 januari 1953) is een Amerikaans voormalig Americanfootballspeler voor de Dallas Cowboys in de National Football League. White speelde als defensive tackle en linebacker, won eenmaal de Super Bowl en is in 1994 opgenomen in de Pro Football Hall of Fame.